# Nicholas White (cyclisme, 1997)
Pour les articles homonymes, voir White et Nicholas White (homonymie).
Ne doit pas être confondu avec Nicholas White, cycliste sud-africain né en 1974.
Nicolas White, né le 6 septembre 1997, est un coureur cycliste australien. Son frère aîné Liam est également coureur cycliste. 

## Palmarès
- 2018
  - 3e étape du Tour du Gippsland
  - 2e du Tour of the King Valley
  - 2e du Tour du Gippsland
  - 2e du National Road Series
  - 3e du Tour of the Great South Coast
- 2019
  -  Champion d'Australie sur route espoirs
  - Melbourne to Warrnambool Classic
  - 3e étape du Tour de Taïwan
  - 5e étape du Tour de Southland
  - 3e de la Grafton to Inverell Classic
- 2020
  - Tour de Taïwan : 
    - Classement général
    - 3e étape

  - 3e du championnat d'Australie du critérium
- 2021
  - 2e du championnat d'Australie du critérium